# 와다정 (지바현)
와다정(和田町)은 지바현 아와군에 설치되었던 정이다.
2006년 3월 20일에 아와군 도미우라정, 도미야마정, 미요시촌, 마루야마정, 와다정, 지쿠라정과 신설 합병해 현재의 미나미보소시가 해당되기 때문에 소멸했다.

## 지리
보소 반도의 남부에 위치했었다.

## 역사
- 1889년 4월 1일 - 정촌제 시행과 함께 아사이군 와다촌이 성립하였다.
- 1897년 4월 1일 - 아사히군이 아와군에 편입되었다.
- 2006년 3월 20일, 도미우라정, 도미야마정, 시라하마정, 지쿠라정, 마루야마정, 미요시촌과 합병해 미나미보소시가 신설돼, 동일 마루야마정은 폐지되었다.

## 교통

### 철도
- 동일본 여객철도
  - 우치보 선

### 도로
- 국도 제128호선